# Joshua Nadeau
Joshua Nadeau (Parigi, 12 settembre 1994) è un calciatore francese, difensore dello Sporting Bettembourg.

## Carriera
Ha esordito in Ligue 1 con la maglia dell'Ajaccio nella stagione 2013-2014.